# Festival Internacional de Cine de San Sebastián 2008
La 56.ª edición del Festival Internacional de Cine de San Sebastián se celebró del jueves 18 al sábado 27 de septiembre de 2008 en San Sebastián. Entre los eventos más destacados que tuvieron lugar a lo largo del certamen se encuentra el preestreno en España de Vicky Cristina Barcelona, última película de Woody Allen. Estuvieron presentes el propio Woody Allen, Javier Bardem y Rebecca Hall. La película de adaptación de la novela El niño con el pijama de rayas tuvo su estreno en España en el Festival de San Sebastián, con la presencia del director Mark Herman y de los actores Vera Farmiga y David Thewlis. También en margen de la Sección Oficial a concurso, estuvieron actores de fama internacional como Robert Downey Jr., Ben Stiller, Michael Fassbender, John Malkovich y Antonio Banderas. 

## Jurados
Jurado de la Sección Oficial
- Jonathan Demme, director estadounidense (Presidente)
- Michal Ballhaus, director alemán
- Nadine Labaki, actriz y directora de cine libanesa
- Martina Gusman, actriz argentina
- Clare Peploe, guionista y directora británica
- Masato Harada, director, crítico y actor japonés
- Leonor Watling, actriz española.

Premio Horizontes
- Mirta Ibarra, actriz cubana (Presidente)
- Jorge Goldenberg, actor, guionista y director argentino.
- Lluís Miñarro, productor español.

Nuevos Directores
- Joan Chen, actriz estadounidense (Presidenta)
- Koldo Almandoz, director y guionista español.
- Calmin Borel, productor belga.
- Sandra den Hamer, director del Eye Filmmuseum de Ámsterdam
- Keja Kramer, director estadounidense
- Hisashi Okajima, director del National Film Center
- Antonio Santamaría, crítico español.

Encuentro Internacional de Estudiantes de Cine
- Amos Gitai, director israelí.

## Películas

### Sección oficial
Las 15 películas siguientes compitieron para el premio de la Concha de Oro a la mejor película:
| Título en España           | Título original            | Director(es)                      | País           |
| -------------------------- | -------------------------- | --------------------------------- | -------------- |
| Still Walking              | Aruitemo, aruitemo         | Hirokazu Kore-eda                 | Japón          |
| La belle personne          | La belle personne          | Christophe Honoré                 | Francia        |
| Dream                      | Bi mong                    | Kim Ki-duk                        | Corea del Sur  |
| El caballo de dos piernas  | Asbe du-pa                 | Samira Makhmalbaf                 | Irán           |
| Camino                     | Camino                     | Javier Fesser                     | España         |
| No me temas                | Den Du Frygter             | Kristian Levring                  | Dinamarca      |
| Frozen River               | Frozen River               | Courtney Hunt                     | Estados Unidos |
| Génova                     | Génova                     | Michael Winterbottom              | Reino Unido    |
| El cumpleaños de Laila     | Eid milad Laila            | Rashid Masharawi                  | Túnez          |
| Louise-Michel              | Louise-Michel              | Benoît Delépine y Gustave Kervern | Francia        |
| Mamá está en la peluquería | Maman est chez le coiffeur | Léa Pool                          | Canadá         |
| El nido vacío              | El nido vacío              | Daniel Burman                     | Argentina      |
| La caja de pandora         | Pandoranin kutusu          | Yesim Ustaoglu                    | Turquía        |
| El patio de mi cárcel      | El patio de mi cárcel      | Belén Macías                      | España         |
| Tiro en la cabeza          | Tiro en la cabeza          | Jaime Rosales                     | España         |

#### Fuera de competición
Las películas siguientes fueron seleccionadas para ser exhibidas fuera de competición: 
Largometrajes
| Título en español                    | Título original                      | Director(es) | País           |
| ------------------------------------ | ------------------------------------ | ------------ | -------------- |
| Crónica de un engaño                 | The Other Man                        | Richard Eyre | Reino Unido    |
| El niño con el pijama de rayas       | The Boy in the Striped Pajamas       | Mark Herman  | Reino Unido    |
| Tropic thunder, una guerra muy perra | Tropic thunder, una guerra muy perra | Ben Stiller  | Estados Unidos |
| Los hermanos Bloom                   | The Brothers Bloom                   | Rian Johnson | Estados Unidos |

### Otras secciones oficiales

#### Horizontes latinos
El Premio Horizontes impulsa el conocimiento de los largometrajes producidos total o parcialmente en América Latina, dirigidos por cineastas de origen latino, o bien que tengan por marco o tema comunidades latinas del resto del mundo.
| Título original                          | Director(es)           | País         |
| ---------------------------------------- | ---------------------- | ------------ |
| Acné                                     | Federico Veiroj        | Uruguay      |
| Corazón del tiempo                       | Alberto Cortés         | México       |
| Gasolina                                 | Julio Hernández Cordón | Guatemala    |
| Intimidades de Shakespeare y Víctor Hugo | Yulene Olaizola        | México       |
| El olvido                                | Heddy Honigmann        | Países Bajos |
| Dioses                                   | Josué Méndez           | Perú         |
| La magia                                 | Albertina Carri        | Argentina    |
| La sangre brota                          | Pablo Fendrik          | Argentina    |
| La vida loca                             | Christian Poveda       | España       |
| Leonera                                  | Pablo Trapero          | Argentina    |
| Memorias del subdesarrollo               | Tomás Gutiérrez Alea   | Cuba         |
| Parque Vía                               | Enrique Rivero         | México       |
| Perro come perro                         | Carlos Moreno          | Colombia     |
| Sleep Dealer                             | Alex Rivera            | México       |
| Titón, de La Habana a Guantanamera       | Martha Ibarra          | Cuba         |
| Tony Manero                              | Pablo Larraín          | Chile        |

#### Zabaltegi Perlas
Las 12 películas proyectadas en esta sección son largometrajes inéditos en España, que han sido aclamados por la crítica y/o premiados en otros festivales internacionales. Estas fueron las películas seleccionadas para la sección:
| Título español                      | Título original                 | Director(es)     | País           |
| ----------------------------------- | ------------------------------- | ---------------- | -------------- |
| El canto de los gorriones           | Avaze gonjeshk-ha               | Majid Majidi     | Irán           |
| Vicky Cristina Barcelona            | Vicky Cristina Barcelona        | Woody Allen      | Estados Unidos |
| Quemar después de leer              | Burn After Reading              | Joel Coen        | Estados Unidos |
| La clase                            | Entre les murs                  | Laurent Cantet   | Francia        |
| Happy: Un cuento sobre la felicidad | Happy-Go-Lucky                  | Mike Leigh       | Reino Unido    |
| Las horas del verano                | L'Heure d'été                   | Olivier Assayas  | Francia        |
| Himlens hjärta (Heaven's Heart)     | Himlens hjärta (Heaven's Heart) | Simon Staho      | Suecia         |
| Hunger                              | Hunger                          | Steven Hentges   | Estados Unidos |
| Lake Tahoe                          | Lake Tahoe                      | Fernando Eimbcke | México         |
| CSNY Déjà Vu                        | CSNY Déjà Vu                    | Neil Young       | Estados Unidos |
| Los limoneros                       | Etz Limon                       | Eran Riklis      | Israel         |
| Tokyo Sonata                        | Tokyo Sonata                    | Kiyoshi Kurosawa | Japón          |

#### Zabaltegi-Nuevos Directores
Esta sección agrupa los primeros o segundos largometrajes de sus cineastas, inéditos o que solo han sido estrenados en su país de producción y producidos en el último año. Estas fueron las películas seleccionadas para la sección:
| Título en español                | Título original       | Director(es)                      | País         |
| -------------------------------- | --------------------- | --------------------------------- | ------------ |
| Amateurs                         | Amateurs              | Gabriel Velázquez                 | España       |
| Amorosa soledad                  | Amorosa soledad       | Martín Carranza, Victoria Galardi | Argentina    |
| Letters from Death Row           | Ba bai bang           | Kevin Feng Ke                     | China        |
| Bloedbroeders                    | Bloedbroeders         | Arno Dierickx                     | Países Bajos |
| Chicos normales                  | Chicos normales       | Daniel Hernández                  | España       |
| Cosas insignificantes            | Cosas insignificantes | Andrea Martínez Crowther          | México       |
| Derrière moi                     | Derrière moi          | Rafaël Ouellet                    | Canadá       |
| Entre os dedos                   | Entre os dedos        | Tiago Guedes, Frederico Serra     | Portugal     |
| The Firm Land                    | The Firm Land         | Chapour Haghighat                 | India        |
| La ecuación del amor y la muerte | Li mi de cai xiang    | Cao Baoping                       | China        |
| Passion                          | Passion               | Ryûsuke Hamaguchi                 | Japón        |
| Thomas                           | Thomas                | Miika Soini                       | Suecia       |
| El truco del manco               | El truco del manco    | Santiago A. Zannou                | España       |
| Unspoken                         | Unspoken              | Fien Troch                        | Bélgica      |

#### Zabaltegi-Especiales
Esta sección agrupa un espacio heterogéneo que muestra algunas de las propuestas más interesantes del panorama cinematográfico del año: nuevos trabajos de directores que han estado presentes en el Festival o de invitados y miembros del jurado, así como estrenos de cintas inéditas con un interés especial. Estas fueron las películas seleccionadas para la sección:
| Título en español                          | Título original                            | Director(es)         | País           |
| ------------------------------------------ | ------------------------------------------ | -------------------- | -------------- |
| Atlantis                                   | Atlantis                                   | Digna Sinke          | Países Bajos   |
| Cry Me A River (corto)                     | Heshang aiqing                             | Jia Zhangke          | China          |
| Ciudad 24                                  | Er shi si cheng ji                         | Jia Zhangke          | China          |
| Flores de luna                             | Flores de luna                             | Juan Vicente Córdoba | España         |
| La frontera del alba                       | La Frontière de l'aube                     | Philippe Garrel      | Francia        |
| Neil Young Trunk Show                      | Neil Young Trunk Show                      | Jonathan Demme       | Estados Unidos |
| Of Time and the City                       | Of Time and the City                       | Terence Davies       | Reino Unido    |
| La boda de Rachel                          | Rachel Getting Married                     | Jonathan Demme       | Estados Unidos |
| Retour à Tullins-Fures                     | Retour à Tullins-Fures                     | Gilles Jacob         | Francia        |
| Yakuza Eiga, une histoire du cinéma yakuza | Yakuza Eiga, une histoire du cinéma yakuza | Yves Montmayeur      | Francia        |

### Otras secciones

#### Día del Cine Vasco
Sección dedicada los largometrajes con un mínimo de un 20% de producción vasca que se estrenan mundialmente así como aquellos hablados mayoritariamente en euskera. Todos ellos son candidatos al Premio Irizar al Cine Vasco. Estas fueron las películas seleccionadas para la sección:
Estrenos
| Título en español           | Título en original          | Director(es)     |
| --------------------------- | --------------------------- | ---------------- |
| La casa de mi padre         | La casa de meu pare         | Josu Martínez    |
| Motema na ngai              | Motema na ngai              | Juanmi Gutiérrez |
| Omerta                      | Omerta                      | Pavel Giroud     |
| Vivir con las botas puestas | Vivir con las botas puestas | Lurdes Bañuelos  |

Sección informativa
| Título en español             | Título en original            | Director(es)                             |
| ----------------------------- | ----------------------------- | ---------------------------------------- |
| Tierra Madre                  | Ama lur                       | Néstor Basterretxea, Fernando Larruquert |
| Betizu eta urrezko zintzarria | Betizu eta urrezko zintzarria | Egoitz Rodríguez Olea                    |
| La crisis carnívora           | La crisis carnívora           | Pedro Rivero                             |
| Los cronocrímenes             | Los cronocrímenes             | Nacho Vigalondo                          |
| Un lugar en el cine           | Un lugar en el cine           | Alberto Morais                           |
| Nevando voy                   | Nevando voy                   | Maitena Muruzabal, Candela Figueira      |
| El viento y las raíces        | Haizea eta Sustraiak          | Joseba Iñaki Agirre Errazkin             |

#### Made in Spain
Sección dedicada a una serie de largometrajes españoles que se estrenan en el año. Estas fueron las películas seleccionadas para la sección:
| Título original        | Director(es)                               |
| ---------------------- | ------------------------------------------ |
| [•REC]                 | Jaume Balagueró, Paco Plaza                |
| 3 días                 | F. Javier Gutiérrez                        |
| 3:19                   | Dany Saadia                                |
| El brau blau           | Daniel V. Villamediana                     |
| El cant dels ocells    | Albert Serra                               |
| Los crímenes de Oxford | Álex de la Iglesia                         |
| El hombre de arena     | José Manuel González                       |
| El orfanato            | J.A. Bayona                                |
| La mala                | Lilian Rosado González, Pedro Pérez Rosado |
| La zona                | Rodrigo Plá                                |
| Lo mejor de mí         | Roser Aguilar                              |
| Pas a nivell           | Pere Vilà i Barceló                        |
| Pradolongo             | Ignacio Vilar                              |
| Un novio para Yasmina  | Irene Cardona                              |

#### Cine en Construcción
Este espacio, coordinado por el propio Festival juntamente con Cinélatino, Rencontres de Toulouse, se exhiben producciones latinoamericanas en fase de postproducción. Estas fueron las películas seleccionadas para la sección:
| Título en original | Director(es)          | País      |
| ------------------ | --------------------- | --------- |
| Ártico             | Santiago Loza         | Argentina |
| El árbol           | Carlos Serrano Azcona | México    |
| Ilusiones ópticas  | Cristián Jiménez      | Chile     |
| La nana            | Sebastián Silva       | Chile     |
| La Yuma            | Florence Jaugey       | Nicaragua |
| Norteado           | Rigoberto Pérezcano   | México    |

### Retrospectivas

#### Retrospectiva clásica. Homenaje aMario Monicelli
La retrospectiva de ese año fue dedicado a la obra del cineasta italiano Mario Monicelli. Se proyectó la totalidad de su filmografía.
| Título en español                       | Título en original                      | Año  |
| --------------------------------------- | --------------------------------------- | ---- |
| Al diablo la celebridad                 | Al diavolo la celebrità                 | 1949 |
| Habitación para cuatro                  | Amici Miei                              | 1975 |
| Un quinteto a lo loco                   | Amici miei atto II                      | 1982 |
| Brancaleone en las cruzadas             | Brancaleone alle crociate               | 1970 |
| Cuarto de hotel                         | Camera d'albergo                        | 1981 |
| Bertoldo, Bertoldino e... Cascacenno    | Bertoldo, Bertoldino e... Cascacenno    | 1984 |
| Cari fottutissimi amici                 | Cari fottutissimi amici                 | 1994 |
| Caro Michele                            | Caro Michele                            | 1976 |
| Donatella                               | Donatella                               | 1956 |
| Casanova 70                             | Casanova 70                             | 1965 |
| È arrivato il cavaliere!                | È arrivato il cavaliere!                | 1950 |
| Guardias y ladrones                     | Guardie e ladri                         | 1951 |
| Los camaradas                           | I compagni                              | 1963 |
| Los alegres pícaros                     | I picari                                | 1987 |
| Rufufú                                  | I soliti ignoti                         | 1958 |
| Il male oscuro                          | Il male oscuro                          | 1990 |
| El marqués del Grillo                   | Il Marchese del Grillo                  | 1981 |
| La armada Brancaleone                   | L'armata Brancaleone                    | 1966 |
| La gran guerra                          | La grande guerra                        | 1959 |
| Mortadela                               | La mortadella                           | 1971 |
| La ragazza con la pistola               | La ragazza con la pistola               | 1968 |
| La rosa del desierto                    | Le rose del deserto                     | 2006 |
| Parenti serpenti                        | Parenti serpenti                        | 1992 |
| Proibito                                | Proibito                                | 1954 |
| Llegan los bribones                     | Risate di gioia                         | 1960 |
| Escándalo en Roma - Las infieles        | Le infedeli                             | 1953 |
| Apasionada                              | Romanzo popolare                        | 1974 |
| Totò busca piso                         | Totò cerca casa                         | 1950 |
| Totò e le donne                         | Totò e le donne                         | 1952 |
| Totò e i re di Roma                     | Totò e i re di Roma                     | 1951 |
| Totò e Carolina                         | Totò e Carolina                         | 1954 |
| One Magical Friend: Master Nino Rota    | One Magical Friend: Master Nino Rota    | 1999 |
| Un burgués pequeño, muy pequeño         | Un borghese piccolo piccolo             | 1977 |
| Un héroe de nuestro tiempo              | Un eroe dei nostri tempi                | 1957 |
| Un viaje con Anita                      | Viaggio con Anita                       | 1979 |
| Vicino al Colosseo... c'è Monti (corto) | Vicino al Colosseo... c'è Monti (corto) | 2008 |
| Vida de perros                          | Vita da cani                            | 1950 |
| Queremos los coroneles                  | Vogliamo i colonnelli                   | 1973 |

#### Retrospectiva temática: Japón en negro
Esta ciclo hace un repaso de como la cinematografía japonesa hizo el acercamiento al cine negro.
| Título en español                 | Título en original                          | Director            | Año  |
| --------------------------------- | ------------------------------------------- | ------------------- | ---- |
| A Diary of Chuji`s Travels        | Chuji tabi nikki: Shinshu kessho hen        | Daisuke Itô         | 1927 |
| Jirokichi la Rata                 | Oatsurae Jirokichi goshi                    | Daisuke Itô         | 1931 |
| Keisatsukan                       | Keisatsukan                                 | Tomu Uchida         | 1933 |
| Una mujer fuera de la ley         | Hijôsen no onna                             | Yasujirō Ozu        | 1933 |
| El perro rabioso                  | Nora inu                                    | Akira Kurosawa      | 1949 |
| I Saw The Killer                  | Kyatsu o nigasuna                           | Hideo Suzuki        | 1956 |
| Stake Out                         | Harikomi                                    | Yoshitaro Nomura    | 1958 |
| Endless Desire                    | Hateshinaki yokubo                          | Shôhei Imamura      | 1958 |
| Salvaje como un ciclón            | Karakkaze yarô                              | Yasuzo Masumura     | 1960 |
| El entierro del sol               | Taiyo no Hakaba                             | Nagisa Ôshima       | 1960 |
| El último tiroteo                 | Ankokugai no taiketsu                       | Kihachi Okamoto     | 1960 |
| Hakuchu no buraikan               | Hakuchu no buraikan                         | Kinji Fukasaku      | 1961 |
| Cerdos y acorazados               | Buta to gunkan                              | Shôhei Imamura      | 1961 |
| Zero Focus                        | Zero no shoten                              | Yoshitaro Nomura    | 1961 |
| El infierno del odio              | 'Tengoku to Jigoku                          | Akira Kurosawa      | 1963 |
| Theater of Life: Hishakaku        | Theater of Life: Hishakaku                  | Tadashi Sawashima   | 1961 |
| La juventud de la bestia          | Yaju no seishun                             | Seijun Suzuki       | 1963 |
| Flor pálida                       | Kawaita hana                                | Masahiro Shinoda    | 1964 |
| Abashiri Prison                   | Abashiri Bangaichi                          | Teruo Ishii         | 1965 |
| Brutal Tales of Chivalry          | Shôwa zankyô-den                            | Kiyoshi Saeki       | 1965 |
| La Colt es mi pasaporte           | Koruto wa ore no pasupoto                   | Takashi Nomura      | 1967 |
| Bakuchi-uchi: socho tobaku        | Bakuchi-uchi: socho tobaku                  | Kosaku Yamashita    | 1968 |
| Yakuza gurentai (893 Gurentai)    | Yakuza gurentai (893 Gurentai)              | Sadao Nakajima      | 1966 |
| El hombre sin mapa                | Moetsukita chizu                            | Hiroshi Teshigahara | 1968 |
| Réquiem por una masacre           | Minagoroshi no reika                        | Tai Kato            | 1968 |
| Shinjuku maddo                    | Shinjuku maddo                              | Kôji Wakamatsu      | 1970 |
| Stray Cat Rock: Sex Hunter        | Nora-neko rokku: Sekkusu hanta              | Yasuharu Hasebe     | 1970 |
| The Red Cherry Blossom Family     | Junko intai kinen eiga: Kantô hizakura ikka | Masahiro Makino     | 1972 |
| Female Prisoner #701: Scorpion    | Joshuu 701-gô: Sasori                       | Shunya Ito          | 1972 |
| Batallas sin honor ni humanidad   | Jingi naki tatakai                          | Kinji Fukasaku      | 1973 |
| Graveyard of Honor                | Jingi no hakaba                             | Kinji Fukasaku      | 1975 |
| Murder of the Inugami Clan        | Inugamike no ichizoku                       | Kon Ichikawa        | 2006 |
| The Man Who Stole the Sun         | Taiyo o nusunda otoko                       | Kazuhiko Hasegawa   | 1979 |
| Yajû shisubeshi                   | Yajû shisubeshi                             | Toru Murakawa       | 1980 |
| The Yakuza Wives                  | Gokudô no onna-tachi                        | Hideo Gosha         | 1986 |
| Violent Cop                       | Sono Otoko Kyobo ni Tsuki                   | Takeshi Kitano      | 1989 |
| The Most Terrible Time in My Life | Waga jinsei saiaku no toki                  | Kaizô Hayashi       | 1994 |
| Gonin                             | Gonin                                       | Takashi Ishii       | 1995 |
| Onibi: The Fire Within            | Onibi: The Fire Within                      | Rokuro Mochizuki    | 1995 |
| Rainy Dog                         | Gokudô kuroshakai                           | Takashi Miike       | 1997 |
| La senda de la serpiente          | Hebi no michi                               | Kiyoshi Kurosawa    | 1998 |
| Bullet Ballet                     | Bullet Ballet                               | Shinya Tsukamoto    | 1998 |
| Kin'yû fushoku rettô: Jubaku      | Kin'yû fushoku rettô: Jubaku                | Masato Harada       | 2003 |

#### Retrospectiva contemporánea. Homenaje aTerence Davies
La retrospectiva de ese año fue dedicado a la obra del cineasta británico Terence Davies.
| Título en español          | Título en original          | Año  |
| -------------------------- | --------------------------- | ---- |
| The Terence Davies Trilogy | The Terence Davies Trilogy  | 1980 |
| Voces distantes            | Distant Voices, Still Lives | 1988 |
| El largo día acaba         | The Long Day Closes         | 1992 |
| La biblia de neón          | The Neon Bible              | 1995 |
| La casa de la alegría      | The House of Mirth          | 2000 |
| Of Time and the City       | Of Time and the City        | 2008 |

## Palmarés

### Premios oficiales
Premios:
- Concha de Oro: La caja de pandora de Yesim Ustaoglu.
- Premio Especial del Jurado: El caballo de dos piernas de Samira Makhmalbaf.
- Concha de plata al Mejor Director: Michael Winterbottom por Génova
- Concha de plata a la Mejor Actriz:
  - Tsilla Chelton, por La caja de pandora.
  - Melissa Leo por Frozen River.
- Concha de plata al Mejor Actor: Oscar Martínez por El nido vacío
- Premio del jurado a la mejor fotografía: Hugo Colace por El nido vacío
- Premio del jurado al mejor Guion: Benoit Delépine y Gustave Kerven por Louise-Michel

### Premios honoríficos
Premio Donostia
- Antonio Banderas[14]
- Meryl Streep[15]

### Otros premios oficiales
- Premio Nuevos Directores: La ecuación del amor y la muerte de Cao Baoping
- Premio Horizontes: Gasolina de Julio Hernández Cordón

Mención especial: Intimidades de Shakespeare y Víctor Hugo de Yulene Olaizola
Mención especial: Chicos normales de Daniel Hernández

#### Premio Nest Film Students
- Premio Panavision: Le bal des suspendus de Azzam El Medí

#### Premios del público
- Premio TCM del Público: Quemar después de leer de Joel Coen
  - Premio película europea: Los limoneros de Eran Riklis

#### Premios de la industria
- Premios Cine en Construcción: Norteado de Rigoberto Pérezcano
- Premio TVE:  Norteado de Rigoberto Pérezcano
- Premio Casa América: Norteado de Rigoberto Pérezcano

### Otros premios
- Premio TVE - Otra Mirada: Frozen River de Courtney Hunt
- Premio del CEC (Círculo de Escritores Cinematográficos): Still Walking de Hirokazu Kore-eda

### Premios paralelos
- Premio FIPRESCI: Tiro en la cabeza de Jaime Rosales

Mención especial: Still Walking de Hirokazu Kore-eda
- Premio SIGNIS: Frozen River de Courtney Hunt

Mención especial: Still Walking de Hirokazu Kore-eda
- Premio de la Asociación de Donantes de Sangre de Gipuzkoa, a la Solidaridad / Elkartasun Saria: El patio de mi cárcel de Belén Macías
- Premio Sebastiane: Vicky Cristina Barcelona  de Woody Allen